# Kimbundu
Il kimbundu è una lingua dell'Angola, parlata nelle regioni di Luanda, Bengo e Malanje dalle popolazioni Ambundu. Fa parte della famiglia delle lingue bantu ed è la seconda lingua bantu più parlata in Angola. Secondo il censimento del 2014, è parlato da circa 2 milioni di angolani.
Vi sono undici sottogruppi etnici tra i Mbundu, ciascuno con il proprio dialetto: ngola, dembo, jinga, bondo, bângala, songo, ibaco, luanda, kibala, libolo e kissama.
Un decreto coloniale del 1919, vietò l'uso delle lingue locali nelle scuole e nell'amministrazione, imponendo la lingua portoghese. Questa misura e altre ancora volte all'assimilazione delle popolazioni locali alla cultura coloniale portoghese, hanno notevolmente ridotto l'uso del kimbundu nelle popolazioni urbane. Questa tendenza, molto marcata a partire dagli anni 1960, si è mantenuta anche dopo l'indipendenza.

## Scrittura
La scrittura kimbundu risale ai missionari cappuccini e gesuiti, che la svilupparono con lo scopo di insegnare agli indigeni la lingua portoghese e il catechismo cattolico. Ne codificarono la grammatica e definirono le regole ortografiche. Il missionario svizzero Héli Chatelain scrisse una grammatica kimbundu alla fine del XIX secolo.
Il kimbundu è scritto foneticamente. Ha cinque vocali (a, e, i, o, u), con la u che ha anche la funzione di semivocale. Alcune consonanti sono rappresentate da due lettere (digrafi), come mb in mbambi (gazzella) o nj in njila (uccello).

### Prestiti lessicali
Il portoghese ha preso molti prestiti lessicali dal kimbundu; probabilmente la più conosciuta in italiano è la parola samba. Tra questi:
Moleque (da mu'leke, ragazzo), cafuné (da kifunate, storta), quilombo (da kilombo, villaggio), quibebe (da kibebe), quenga (da kienga, padella), bunda (da mbunda), cochilar (da kukoxila), marimbondo (da ma [prefisso del plurale] e rimbondo, vespa), camundongo (da kamundong), muamba (da mu'hamba, cassa), banza (da mbanza), banzar (da kubanza), cachimbo (una pipa) e cacimba (un pozzo), entrambi da  kixima, fubá (da fu'ba), caçula (da kusula et da kasule), cacumbu (da ka, piccolo, e kimbu, ascia), cacunda (da kakunda), bundo (da mbundu, nero), matumbo (da ma'tumbu, monticulo), samba (da semba, umbigada), jiló (da njilu), jibungo (da jibungw), jimbo (da njimbu), jimbongo (da jimbongo), jongo (da jihungu), quitute (da kitutu, indigestion), maxixe (da maxi'xi), xingar (da kuxinga, ferire).